# Operahuset i Sydney
Operahuset i Sydney (engelsk: Sydney Opera House) er et australsk operahus, beliggende i Sydney, New South Wales i Australien, tegnet af den danske arkitekt Jørn Utzon. Det er en af de mest særprægede og berømte bygninger fra 1900-tallet og en af de mest berømte arenaer for kunstneriske opførelser i verden. UNESCO har sat operahuset i Sydney på listen over verdens kulturelle arv.Byggeriet blev påbegyndt 1. marts 1959 og færdiggjort, efter Utzon forlod projektet 28. februar 1966, i 1973 med indvielse samme år.
Bygningen er også på den danske Kulturkanon, der er en liste med 108 kunstværker, som man fra officielt hold finder essentielle i den danske kulturarv.
Operahuset er placeret på Bennelong Point, som strækker sig mod nord i havnen i Sydney, med en park i syd og nær den enorme bro Sydney Harbour Bridge 500 meter nordvest for operaen. Omkring 100 meter vest for operaen fører motorvejen M1 trafik over Sydney havn. Bygningen og dens omgivelser er et ikon for Australien. For nogle minder de runde skal-sektioner om en flåde af hvide sejlskibe som man ofte ser i Sydneys havn. Turister som for det meste ikke har nogen interesse i opera tager til bygningen i tusindtal for at se den.
Foruden opsætning af teaterstykker, ballet og musicals huser operabygningen kontorer for Opera Australia, Sydney Theatre Company og Sydney Symphony Orchestra. Bygningen bliver administreret af Opera House Trust under New South Wales (NSW) Ministry of the Arts.

## Beskrivelse
Operahuset i Sydney har omtrent 100 rum, inklusive en koncertsal med 2.679 siddepladser, fem teatersale – deriblandt en operascene med 1.507 siddepladser, en mindre sal kaldet The Studio med plads til 400 mennesker, fem øvestudier, fire restauranter, seks barer og talrige souvenirbutikker.
Koncertsalen har et orgel med 131 registre og 10.154 piber. Det regnes for det største orgel med mekanisk traktur i verden.
Taget består af 1.056.000 hvidt-glaserede fliser, importeret fra Sverige. Til trods for deres selvrensende natur har de brug for periodisk at blive vedligeholdt. Bygningens interiør er sammensat af lyserød granit importeret fra Tarana, New South Wales, og træ og krydsfiner fra det nordlige New South Wales.

## Byggeriet

### Oprindelse
Planerne mht. det nye byggeri havde sin oprindelse sent i 1940erne. Eugene Goossens, lederen af delstatens musikkonservatorium, lobbyede for et passende sted til store teaterforestillinger. Sydneys rådhus, som plejede at blive brugt til disse forestillinger, var ikke stort nok. I 1954 lykkedes det Goossens at få støtte fra premierministeren i New South Wales, Joseph Cahill, som ønskede, at der blev udarbejdet et design, som kun var beregnet på et operahus. Goossens forlangte, at byggeriet skulle ligge på Bennelong Point. Cahill havde ønsket, at byggeriet skulle ligge sydvest herfor i det centrale forretningsdistrikt ved Wynyard Railway Station inde i Sydney.
Ved en international designkonkurrence 13. september 1955 blev der indsendt bidrag fra 233 arkitekter fra 32 lande. Der skulle være en opera med 3.000 tilskuerpladser og en mindre med 1.200 pladser. Man skulle kunne bruge de to sale til store operaforestillinger, koncerter med orkester og kor, massemøder, foredrag, balletforestillinger og andet.
Navnet på vinderen af arkitektkonkurrencen blev offentliggjort i 1957. Det blev den danske arkitekt Jørn Utzon. Den finsk-amerikanske arkitekt Eero Saarinen reddede angiveligt bidraget fra Utzon i at ryge i en endelig bunke med 30 afviste forslag. Amerikaneren Robert Geddes, som underviste i arkitektur i Philadelphia, blev nummer to i konkurrencen. Vinderen modtog 5.000 australske pund, som var i brug før australske dollar blev indført i 1966. Utzon besøgte Sydney i 1957 for at overvåge projektet. Han flyttede sit kontor til Sydney i februar 1963.
Utzon modtog Pritzker-prisen for arkitektur i 2003 med begrundelsen, der havde følgende ordlyd:
| Citat | Der er ingen tvivl om, at Sydney Opera House er hans mesterværk. Det er en af de bygninger, der er et ikon (forbillede) i det 20. århundrede, et udtryk for stor skønhed, som er blevet verdenskendt - et symbol ikke kun for en by, men for et helt land og kontinent. | Citat |
|       | |       |

### Design og konstruktion
Næsset Bennelong Point, hvor operahuset ligger, husede 1902-1955 en stor hal eller et garageanlæg med 12 spor til sporvogne kaldet Fort Macquarie Tram Depot, som var en del af Sydneys sporvognsselskab. Dette byggeri blev revet ned i 1958 for at gøre plads til Sydney Opera House. Et kanonbatteri blev placeret her i 1798, og 1817-1901 lå Fort Macquarie på stedet. Byggeriet af operahuset blev påbegyndt 1. marts 1959. Byggeriet var delt op i tre faser:fase 1 (1959-1963):byggeriet af det øverste podium;fase 2 (1963-1967):de udvendige bygningsdele bygges;fase 3 (1967-1973):interiør og anlægsarbejder.

#### Fase 1: Podium
Første del af byggeriet (scenegulv, orkestergrav, tilskuerrum) blev påbegyndt 2. marts 1959 af entreprenørfirmaet Civic & Civic. Ove Arup and Partners havde tilsynet med byggeriet. Delstatsregeringen havde presset på for at få påbegyndt arbejdet tidligt, idet regeringen frygtede, at finansieringen ville glippe eller den offentlige opinion ville vende sig mod byggeriet. Utzon havde stadig ikke færdiggjort alt designarbejdet. Beregninger for nogle af anlægsarbejderne var ikke på plads. Arbejdet var 47 uger forsinket per 23. januar 1961 hovedsagelig pga. uventede problemer (barskt vejr, bølger i stormvejr, anlægsarbejder påbegyndt før tegningerne var lavet, ændringer i dokumenterne bag den indgåede kontrakt). Arbejdet med podiet blev færdigt i februar 1963. Den påtvungne tidlige byggestart forårsagede senere problemer, ikke mindst at søjlerne på podiet ikke var stærke nok til at bære taget, hvorfor de måtte bygges om.

#### Fase 2: Taget
De synlige tagelementer blev lavet i mindre, flade ark på jorden og så hejst op og fastgjort på den afrunde form.
Den franskfødte ingeniør Joe Bertony lavede de beregninger, der vha. midlertidige stålfagværk (bjælker, der bærer tag oppe som tagspær) placerede de sejllignende tage med hvidt- eller matte cremefarve-glaserede fliser præcist. Louise Herron, operahusets direktør, udtalte:"Bertony var et geni. Uden ham var de imponerende sejl aldrig blevet til virkelighed." Beregninger, han senere lavede, viser, at tagene kunne være bygget uden den afrundede form, så de i højere grad lignede sejl.

#### Fase 3: Interiør
Utzon flyttede sit arkitektkontor til Sydney i februar 1963. Der skulle laves design til indretningen. I 1965 dannede Liberal Party of Australia regering i New South Wales som afløser for Australian Labor Party. Under den nye premierminister i delstaten, Robert Askin, som i 1975 blev afløst af yderligere liberale premierministre frem til 1976, blev operabyggeriet placeret under Ministeriet for offentlige arbejder. Der blev nu set misbilligende på projektet:man mente, det var for dyrt, tog for lang tid at færdiggøre, og Utzons design var for upraktisk. Dette negative syn på projektet førte til, at Utzon året efter opsagde sin stilling.
Den anden del af byggeriet, taget, var ved at være færdigt, da Utzon sagde op. Delstatsregeringen indsatte derefter sine egne ansatte. Ansvaret for design af interiør blev herefter overtaget af Peter Hall. Andre med ansvar for byggeriet i stedet for Utzon var arkitekten med ansvar for offentligt byggeri, E. H. Farmer, og D. S. Littlemore og Lionel Todd.

### Væsentlige ændringer i Utzons design
- Den store sal, som oprindeligt skulle være en multisal til opera og koncerter, blev udelukkende éen stor koncertsal.

### Færdiggørelse og omkostning
Operahuset blev færdigt i 1973 og havde kostet 102 millioner dollar.
I 1957 var de oprindelige omkostninger anslået til at være på £3.500.000 ($7 millioner) og datoen for færdiggørelse til 26. januar 1963 (Australia Day). Byggeriet sluttede derimod ti år senere og 1.357% over det oprindelige budget.

## Utzon opsiger sin stilling
Utzon forlod projektet mandag den 28. februar 1966, den sidste dag i måneden.

## Åbning
Operahuset i Sydney åbnedes officielt af Dronning Elizabeth II, i hendes egenskab af Dronning til Australien, den 20. oktober 1973, under overværelse af en kæmpe tilskuerskare. Åbningsceremonien blev transmitteret i tv med festfyrværkeri og opførelsen af Beethovens 9. symfoni.
Før selve åbningen havde der dog været to arrangementer i den færdig bygning. Den 28. september 1973 med opførelsen af Sergej Prokofjevs Krig og Fred på operaens teater. Og den 29. september fandt den første offentlige koncert sted i koncertsalen. Den blev spillet af Sydney Symfoniorkester, dirigeret af Charles Mackerras og akkompagneret af operasangeren Birgit Nilsson.
Under opførelsen af operahuset blev der flere gange holdt frokostarrangementer for bygningsarbejderne, med Paul Robeson som den første kunstner, der optrådte i det endnu ikke færdigbyggede operahus i 1960.

## Eksterne links
- Wikimedia Commons har flere filer relateret til Sydney Opera House
- Sydney Opera House – Officiel hjemmeside (engelsk)
- Operahuset i Sydney Arkiveret 12. marts 2016 hos  Wayback Machine på Awow.org
- Sydney Opera House Arkiveret 5. december 2010 hos  Wayback Machine på Kulturkanon.kum.dk

| Arkitektur | Spire Denne arkitekturartikel er en spire som bør udbygges. Du er velkommen til at hjælpe Wikipedia ved at udvide den. |